# Villeneuve-lès-Charnod
Villeneuve-lès-Charnod település Franciaországban, Jura megyében. Lakosainak száma 86 fő (2018. január 1.). Villeneuve-lès-Charnod Germagnat, Montagna-le-Templier, Charnod, Lains, Montfleur és Aromas községekkel határos.

## Népesség
A település népessége az elmúlt években az alábbi módon változott:
| Lakosok száma | 58   | 52   | 55   | 63   | 65   | 84   | 81   | 77   | 86   | 86   |
|               | 1968 | 1975 | 1982 | 1990 | 1999 | 2006 | 2011 | 2013 | 2017 | 2018 |